# Индекс Галлахера
Индекс Галлахера (англ. Gallagher index), или индекс наименьших квадратов (англ. Least squares index, LSq) — показатель, измеряющий непропорциональность или несоответствие между долями голосов, поданных за политические партии на выборах, и долями мест, полученных ими в представительных органах. Используется в сравнительных политологических исследованиях избирательных систем, стабильности правительств и их подотчётности электорату. Индекс был разработан Майклом Галлахером (Тринити-колледж, Дублин) в 1989 году и представлен в (Gallagher, 1991).
Индекс рассчитывается квадратный корень полусуммы квадратов разностей между процентом набранных голосов ({\displaystyle V_{i}}) и процентом мест в легислатуре ({\displaystyle S_{i}}) для каждой партии, участвовавшей в выборах ({\displaystyle i=1...n}):
{\displaystyle \mathrm {LSq} ={\sqrt {{\frac {1}{2}}\sum _{i=1}^{n}(V_{i}-S_{i})^{2}}}}
В основе показателя лежит идея, сходная с идеей метода наименьших квадратов: сумма квадратов расстояний между долями мандатов и голосов партий будет стремиться к нулю, если мандаты в парламенте распределяются пропорционально количеству поданных за партию голосов.